# Instituto Electoral del Estado de México
El Instituto Electoral del Estado de México (IEEM) es un organismo público autónomo encargado de la regulación, administración y ejecución electoral en el Estado de México, en conjunto con el Instituto Nacional Electoral. Entre sus funciones está la organización de las elecciones de la gubernatura estatal, las presidencias de los 125 municipios y la representación en el Congreso del Estado de México.
Su creación en 1996 permitió consolidar la alternancia electoral en el estado, al sumar a más partidos políticos diferentes al Revolucionario Institucional en los cargos de elección en el estado. En el pasado, su falta de profesionalización fue señalada como un factor de desconfianza entre la ciudadanía mexiquense a este instituto.

## Marco jurídico
Su existencia está expresada en distintas reglamentaciones del país, como la sección V del artículo 41 de la Constitución Política de los Estados Unidos Mexicanos y el artículo 11, párrafo primero, de la Constitución Política del Estado Libre y Soberano de México:

Artículo 11.- La organización, desarrollo y vigilancia de los procesos electorales para las elecciones de Gobernadora o Gobernador, Diputadas y Diputados a la Legislatura del Estado, de las y los integrantes de Ayuntamientos, son una función que se realiza a través del Instituto Nacional Electoral y el Organismo Público Electoral del Estado de México, denominado Instituto Electoral del Estado de México, dotado de personalidad jurídica y patrimonio propios.
Constitución Política del Estado Libre y Soberano de México, artículo 11.

## Historia
Mediante la Ley Electoral del Estado de México de 1966 se crea la Comisión Estatal Electoral asignándole la responsabilidad de la preparación, desarrollo y vigilancia de los procesos electorales en el estado. Dentro de las disposiciones de la Ley Electoral de 1966 se le asignó a la Comisión la organización de las elecciones para los cargos de Gobernador del Estado, los Diputados estatales, los Ayuntamientos y los Jueces Menores Municipales.
El 2 de marzo de 1996, se publicó en la gaceta del gobierno el código electoral del Estado de México, con el que se modificó el artículo 11 de la Constitución Política del Estado Libre y Soberano de México, que eliminó a la Comisión Estatal Electoral para reemplazarla por el Instituto Electoral del Estado de México, reconociendo a este último como el nuevo responsable de la organización, desarrollo y vigilancia de los procesos electorales en el estado.

## Estructura
El IEEM se encuentra estructurado por el Consejo General, la Junta General y las Unidades Administrativas. A continuación se detalla cada una de ellas:

### Consejo General
Artículo 175. El Consejo General es el órgano superior de dirección, responsable de vigilar el cumplimiento de las disposiciones constitucionales y legales en materia electoral, de promover la cultura política democrática, así como de velar porque los principios de certeza, legalidad, independencia, imparcialidad, máxima publicidad, objetividad y profesionalismo guíen todas las actividades del organismo.
 Código Electoral del Estado de México, artículo 175.

El Consejo General está integrado por un Consejero Presidente, seis Consejeros Electorales con voz y voto designados por el Consejo General del Instituto Nacional Electoral y por un Representante de cada partido político registrado en la entidad con derecho a voz y sin voto.
| Integrante           | Nombre                              |
| -------------------- | ----------------------------------- |
| Consejera Presidenta | Dra. Amalia Pulido Gómez            |
| Secretario Ejecutivo | Mtro. Francisco Javier López Corral |
| Consejera Electoral  | Dra. Paula Melgarejo Salgado        |
| Consejera Electoral  | Mtra. Patricia Lozano Sanabria      |
| Consejera Electoral  | Mtra. Karina Ivonne Vaquera Montoya |
| Consejera Electoral  | Dra. July Erika Armenta Paulino     |
| Consejera Electoral  | Mtra. Sayonara Flores Palacios      |
| Consejera Electoral  | Dra. Flor Angeli Vieyra Vázquez     |

| Partido Político                     | Representante                             |
| ------------------------------------ | ----------------------------------------- |
| Partido Acción Nacional              | Lic. Alfonso Guillermo Bravo Álvarez Malo |
| Partido Revolucionario Institucional | Dr. Víctor Capilla Mora                   |
| Partido de la Revolución Democrática |                                           |
| Partido del Trabajo                  | C. José Eduardo Díaz Antón                |
| Partido Verde Ecologista de México   | Lic. Fabián Enríquez Gamiz                |
| Movimiento Ciudadano                 | C. Anselmo García Cruz                    |
| Movimiento Regeneración Nacional     | Dr. José Francisco Vázquez Rodríguez      |

### Junta General
Artículo 192. La Junta General del Instituto será presidida por el Consejero Presidente y contará con la participación con derecho a voz del Secretario Ejecutivo, quien fungirá en calidad de Secretario General de Acuerdos, y del Director Jurídico Consultivo, y con derecho a voz y voto los directores de Organización, Capacitación, partidos políticos y Administración. La Junta General tomará sus decisiones por mayoría de votos, en caso de empate el Presidente tendrá voto de calidad.
 Código Electoral del Estado de México, artículo 192.

| Integrante                           | Nombre                                |
| ------------------------------------ | ------------------------------------- |
| Consejera Presidenta                 | Dra. Amalia Pulido Gómez              |
| Secretario Ejecutivo                 | Mtro. Francisco Javier López Corral   |
| Dirección de Administración          |                                       |
| Dirección de Participación Ciudadana | Mtra. Liliana Martínez Garnica        |
| Dirección de Organización            | Lic. Víctor Hugo Cíntora Vilchis      |
| Dirección de Partidos Políticos      | Dr. Osvaldo Tercero Gómez Guerrero    |
| Dirección Jurídico Consultiva        | Mtra. Mayra Elizabeth López Hernández |

### Unidades Administrativas
Artículo 39. Para el desempeño de sus funciones, el IEEM contará con las Unidades de Comunicación Social, de Informática y Estadística, para la Coordinación de los Trabajos de Igualdad de Género y Erradicación de la Violencia Política en Razón de Género, Técnica para la Administración de Personal Electoral y de Transparencia.
 Reglamento Interno del Instituto Electoral del Estado de México, artículo 39.

Las unidades administrativas se encuentran adscritas a la Secretaría Ejecutiva del Instituto. Los titulares de las Unidades Administrativas deberán desempeñar sus funciones observando en todo momento los principios de certeza, imparcialidad, independencia, legalidad, máxima publicidad, objetividad, profesionalismo y paridad, con perspectiva
de género.
| Unidad Administrativa | Titular                           |
| --- | --------------------------------- |
| Unidad de Informática y Estadística                                                                                               | Mtro. Juan Carlos Baca Belmontes  |
| Unidad Técnica para la Administración de Personal Electoral                                                                       | Mtro. José Zeferino Rivera Flores |
| Unidad de Transparencia | Mtra. Lilibeth Álvarez Rodríguez  |
| Unidad para la Coordinación de Trabajos de Igualdad de Género y Erradicación de la Violencia Política en Razón de Género del IEEM | Lic. Susana Munguía Fernández     |